# Paimpol
Paimpol é uma comuna francesa na região administrativa da Bretanha, no departamento Côtes-d'Armor. Estende-se por uma área de 23,59 km². Em 2010 a comuna tinha 7 513 habitantes (densidade: 318,5 hab./km²).